# Блинова, Елена Даниловна
Елена Даниловна Блинова (1902—1990) — бригадир-овощевод совхоза «Донской» Семикаракорского района, Герой Социалистического Труда.

## Биография
Родилась 21 мая 1902 года в хуторе Старозолотовский Области Войска Донского, ныне Константиновского района Ростовской области.
C 1930 года работала в плодоовощном совхозе «Семикаракорский № 1». Вскоре её направили на курсы, потом назначили бригадиром овощеводов.
Участник Великой Отечественной войны. Записалась добровольцем в народное ополчение, потом была санитаркой 370-го отдельного медсанбата 2-й гвардейской стрелковой дивизии (впоследствии — знаменитой 2-й Гвардейской мотострелковой Таманской дивизии). Попала в плен, вместе с пленными мужчинами бежала из-за колючей проволоки. Дошла до своих и опять встала в армейский строй, сражалась до победы.
После войны вернулась в родной совхоз, затем работала бригадиром овощеводов совхоза «Донской» Семикаракорского района Ростовской области. Возглавила движение за получение высоких урожаев овощей, добивалась высоких результатов, за что была награждена первым орденом Ленина.
Член КПСС, была делегатом XXIII съезда КПСС.
Умерла в 1990 году. Похоронена на кладбище г. Семикаракорска.

## Награды
- Герой Социалистического Труда (Указ Президиума Верховного Совета СССР от 30 апреля 1966 года — за успехи, достигнутые в увеличении производства и заготовок овощей).
- Награждена двумя орденами Ленина (1960 — за выращивание высокого урожая овощей и 1966); орденом Красной Звезды, а также двумя медалями «За боевые заслуги», медалями «За взятие Кенигсберга», «За оборону Кавказа», «За победу над Германией в Великой Отечественной войне 1941—1945 гг.», «За доблестный труд».

## Память
В 1973 году обкомом КПСС, облисполкомом и облсовпрофом был учреждён переходящий приз имени Героя Социалистического Труда Елены Блиновой для победителя областного соревнования среди коллективов овощеводческих бригад колхозов и совхозов Ростовской области.